# Ole Lynggaard Copenhagen
Ole Lynggaard A/S, markedsført som Ole Lynggaard Copenhagen, er en dansk designvirksomhed, der blev etableret i 1963 af guldsmed og smykkedesigner Ole Lynggaard. 
Lynggaard studerede i Tyskland, Paris, New York, San Francisco og Japan, før han kom tilbage til Danmark, hvor han lejede et kombineret værksted og kontorlokaler. 
Kreativ direktør og datter af Ole Lynggaard, Charlotte Lynggaard, der er guldsmed og smykkedesigner ligesom sin far, kom til virksomheden i 1987. Søren Lynggaard, søn af Ole Lynggaard, kom også til virksomheden i 1994 og har været administrerende direktør siden 2003, mens Michel Normann, Charlotte Lynggaards mand, blev direktør i 2006. Hanna Lynggaard, Søren Lynggaards kone, kom til virksomhedens salgsteam i 2008 og er nu salgschef. 
Med mere end 100 ansatte i det københavnske atelierer alle smykker designet af far-datter-duoen og produceret af et team på 40 guldsmede. Hovedsædet er beliggende i Hellerup på samme adresse, hvor Ole Lynggaard i 1963 lejede sit første atelier.
Ole Lynggaard Copenhagen har en flagskibsbutik på Ny Østergade 2-4 i København og har desuden egne butikker i Københavns Lufthavn, Stockholm, München og Sydney. 
Virksomheden havde i 2022 en bruttofortjeneste på 114,8 millioner kroner og et overskud på 18,8 millioner kroner.